# Communauté de communes du Sombernonnais
La communauté de communes du Sombernonnais est une ancienne structure intercommunale française, située dans le département de la Côte-d'Or et la région Bourgogne.

## Histoire
Le 31 décembre 2013, elle a fusionné avec la communauté de communes de la Vallée de l'Ouche pour former la communauté de communes du Sombernonnais et de la Vallée de l'Ouche.

## Composition
Elle regroupe les 16 communes suivantes :
- Aubigny-lès-Sombernon
- Baulme-la-Roche
- Blaisy-Bas
- Blaisy-Haut
- Bussy-la-Pesle
- Drée
- Échannay
- Grosbois-en-Montagne
- Mesmont
- Montoillot
- Prâlon
- Saint-Anthot
- Savigny-sous-Mâlain
- Sombernon
- Verrey-sous-Drée
- Vieilmoulin

## Compétences
- Autres énergies
- Assainissement non collectif
- Collecte des déchets des ménages et déchets assimilés
- Traitement des déchets des ménages et déchets assimilés
- Autres actions environnementales
- Activités sociales
- Création, aménagement, entretien et gestion de zone d'activités industrielle, commerciale, tertiaire, artisanale ou touristique
- Action de développement économique (Soutien des activités industrielles, commerciales ou de l'emploi, Soutien des activités agricoles et forestières...)
- Construction ou aménagement, entretien, gestion d'équipements ou d'établissements culturels, socioculturels, socio-éducatifs
- Activités péri-scolaires
- Activités culturelles ou socioculturelles
- Activités sportives
- Création et réalisation de zone d'aménagement concertée (ZAC)
- Études et programmation
- Création, aménagement, entretien de la voirie
- Tourisme
- Opération programmée d'amélioration de l'habitat (OPAH)
- Préfiguration et fonctionnement des Pays
- NTIC (Internet, câble...)

## Sources
- La base Aspic (Accès des services publics aux informations sur les collectivités) pour le département de la Côte-d'Or
- [PDF] La Communauté de communes du Sombernonnais sur la base Banatic (Base nationale d'informations sur l'intercommunalité)